# Modderite
La modderite è un minerale.